# دروكسيكام
دروكسيكام Droxicam  هو دواء لاستيرويدي مضاد للالتهاب
يمكن تصنيف مضادات الالتهاب اللاستيرويدية طبقاً لبنيتها الكيميائية. فنجد أن أعضاء مجموعة من مضادات الالتهاب اللاستيرويدية لهم خواص وتحمل متشابه. وتوجد فروق طفيفة بين مضادات الالتهاب اللاستيرويدية في الفاعلية عند استخدامها بجرعات متساوية. كما ترتبط الفروق بين المركبات بنظام أخذ الجرعات (عمر النصف الحيوي)، طريقة التعاطي وتحمل الدواء.
- الاسم العلمي وفقاً لـ IUPAC

2H,5H-1,3-Oxazino(5,6-c)(1,2)benzothiazine-2,4(3H)-dione, 5-methyl-3-(2-pyridinyl)-, 6,6-dioxide
الصيغة الكيميائية: C16H11N3O5S
الكتلة المولية 357.34064  g/mol

## الزمرة الدوائية
مضادات الالتهاب اللاستيرويدية. من مجموعة الأوكسيكام.